# Theodor Aman
Theodor Aman (ur. 20 marca 1831 w Campulung-Muscel, zm. 19 sierpnia 1891 w Bukareszcie) – rumuński malarz ormiańskiego pochodzenia.
Studiował w Bukareszcie i w Paryżu u Michela Martina Drollinga i François-Édouard Picota. Wystawiał m.in. w paryskim Salonie. Malował kompozycje historyczne, portrety, sceny rodzajowe, pejzaże i martwe natury, tworzył również akwaforty. Poruszał rumuńskie wątki narodowe i patriotyczne. Na jego styl duży wpływ wywarli barbizończycy i mistrzowie włoskiego renesansu. Był jednym z artystów, których prace były zapowiedzią impresjonizmu.
Aman jest uważany za pierwszego znanego malarza wywodzącego się z Rumunii. Wspólnie z Gheorghe Tattarescu założył w 1863 Krajową Szkołę Sztuk Pięknych w Bukareszcie i kierował nią do śmierci w 1891.

## Galeria

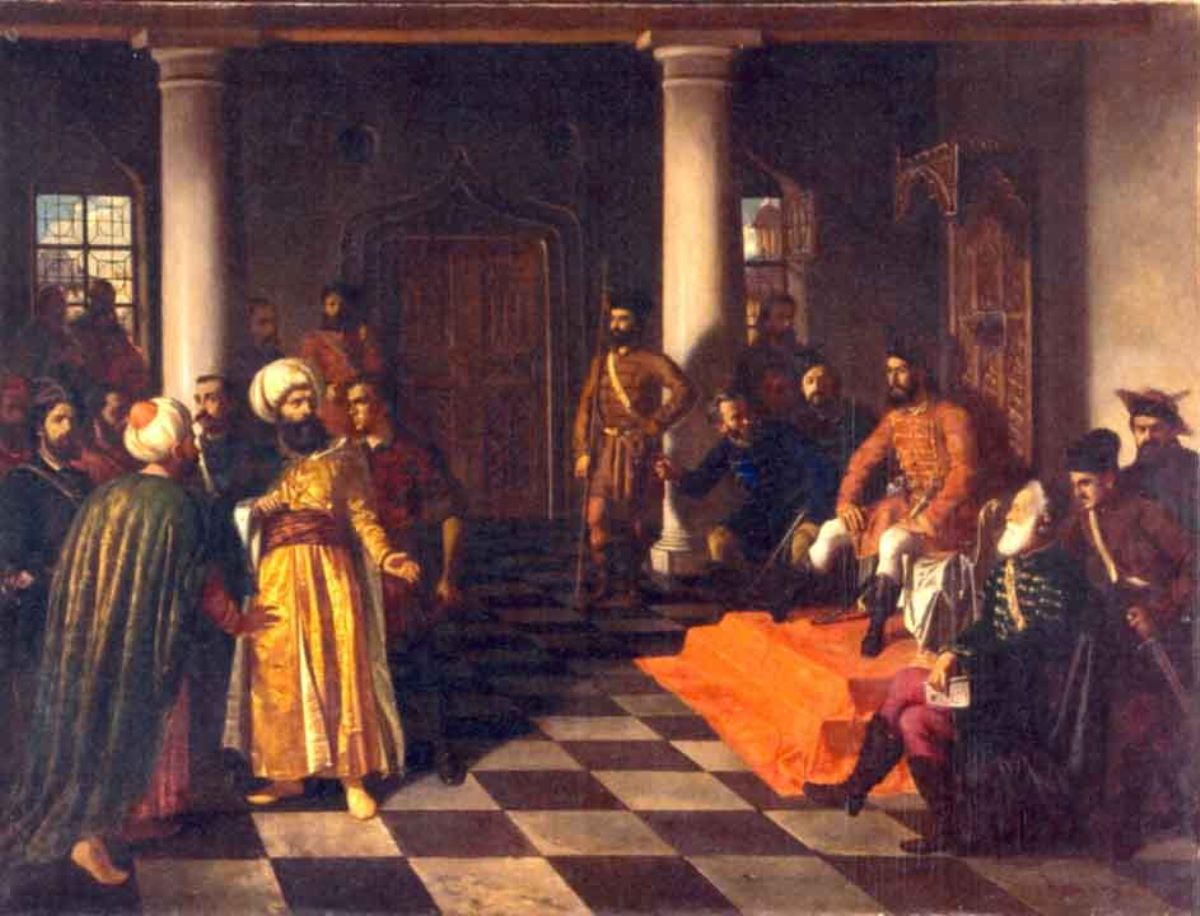
Wład Palownik (1861-64)
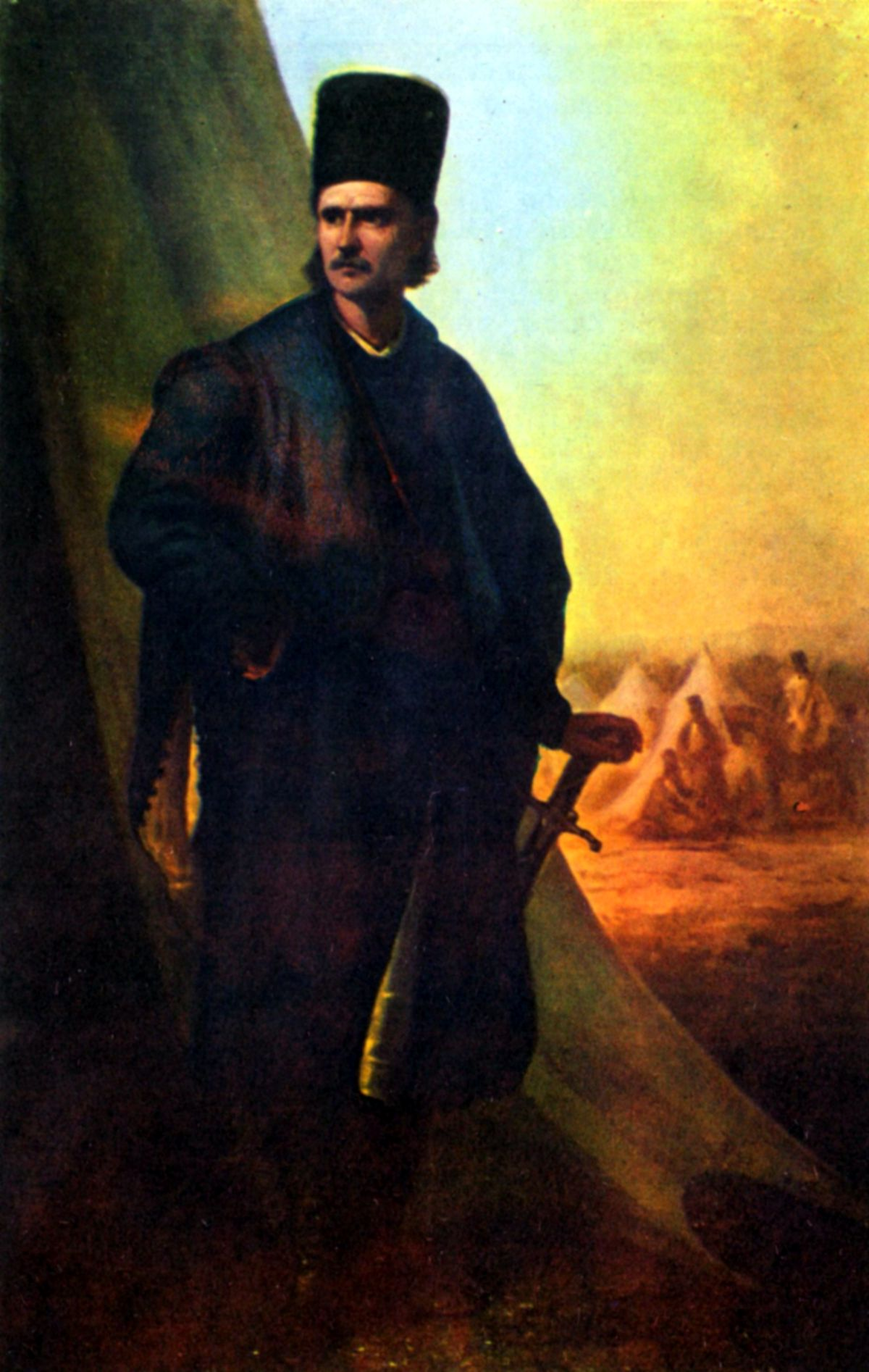
Tudor Vladimirescu (1874-76)
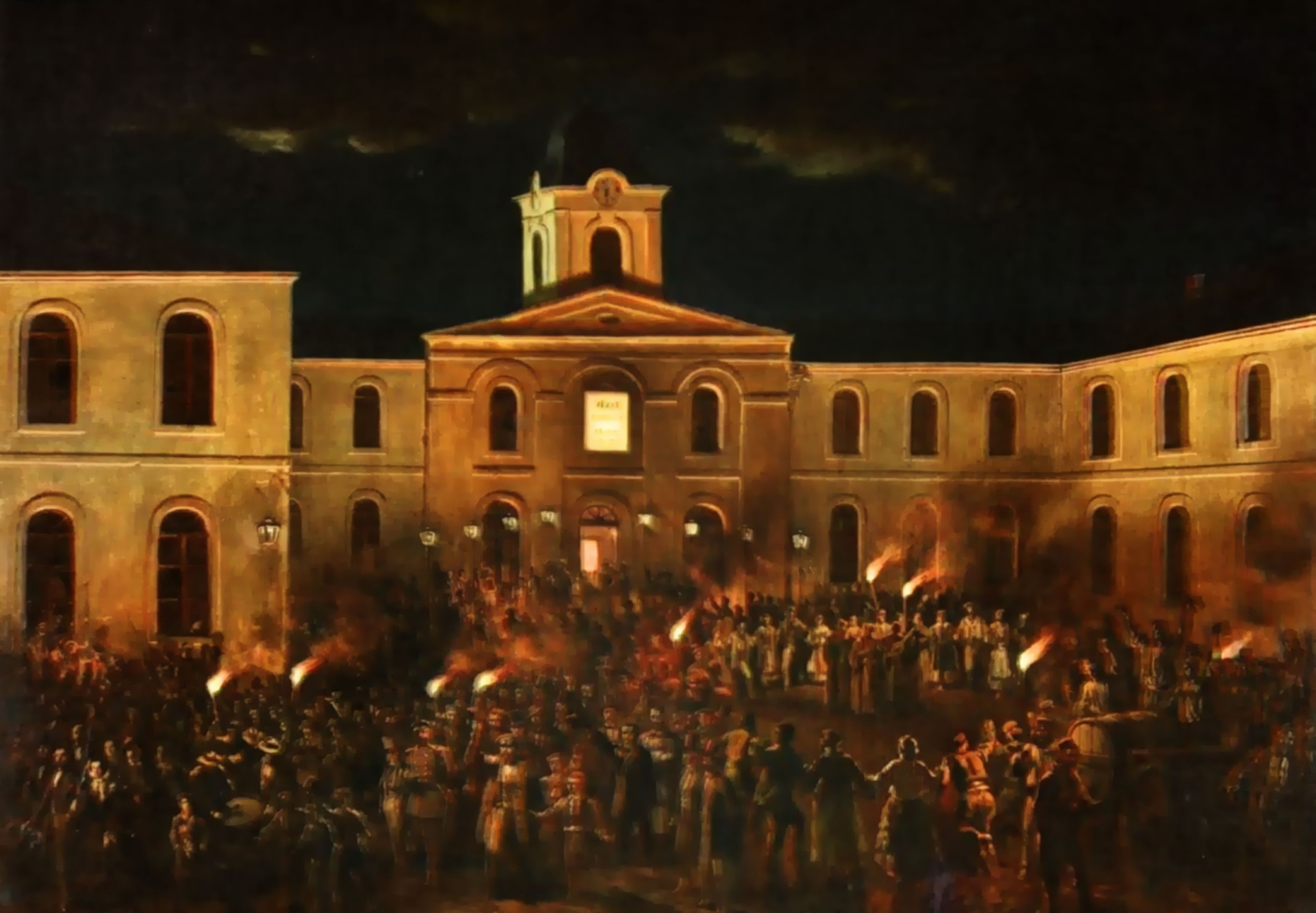
Hora zjednoczenia w Krajowej (1857)
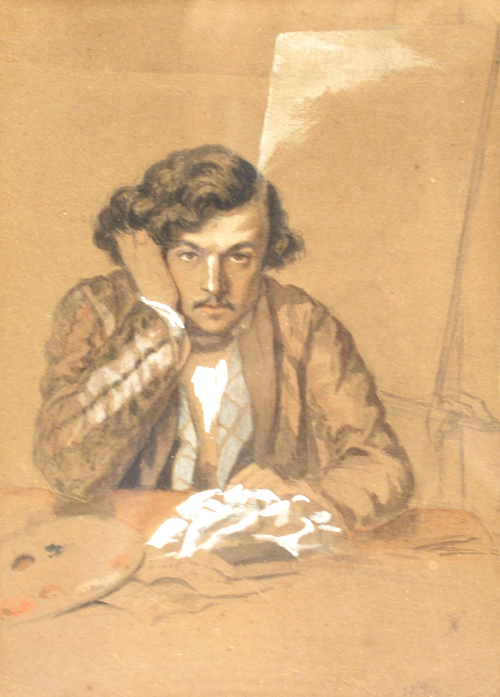
Autoportret 1851
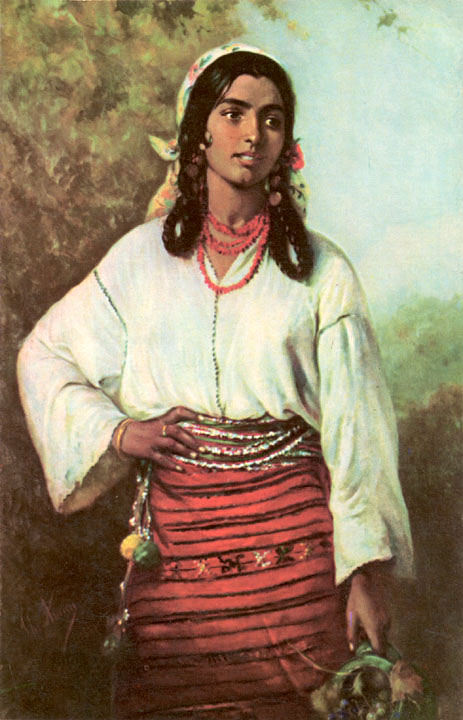
Cygańska dziewczyna (1884)
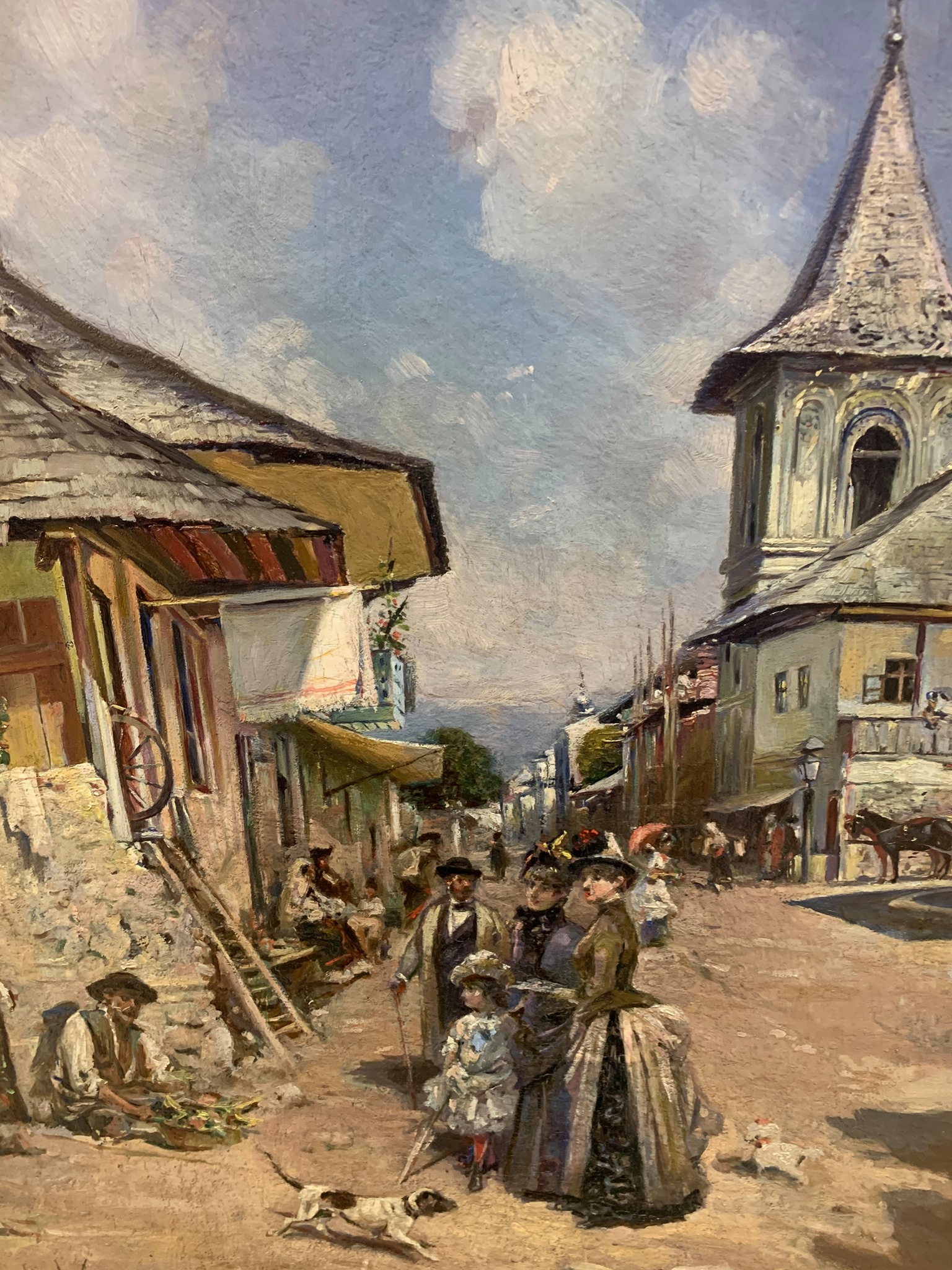
Uliczka w Câmpulung (1890)